# Украинцы в Парагвае
Украинцы в Парагвае (укр. Українці в Парагваю) — одна из этнических общин на территории Парагвая. В середине 1990-х годов в этой южноамериканской стране жило от 5000 до 8000 украинцев. В Парагвае украинцы живут в небольших общинах около города Энкарнасьон на юго-востоке страны, на границе с аргентинской провинцией Мисьонес, которая тоже является центром украинской эмиграции в Аргентине. Большинство украинцев в Парагвае занимается сельским хозяйством, выращиванием риса, кукурузы, пшеницы и других культур.

## История
Первая крупная группа украинских переселенцев прибыла в Парагвай из соседней Аргентины в начале 1930-х годов во время экономического кризиса в этой стране. В конце 1930-х годов в этом регионе также поселились украинские переселенцы из Полесья, Волыни, Галиции и Закарпатской области. После Второй мировой войны сюда прибыло несколько сотен украинских беженцев из лагерей для перемещенных лиц в Европе, а также украинские эмигранты в Китае и Маньчжурии, которые были вынуждены бежать оттуда после установления в этой стране коммунистического строя. Характерной чертой большинства украинских поселенцев в Парагвае является принадлежность к православной церкви, а не к католической, как в большинстве других диаспор за пределами бывшего СССР. На новом месте украинские переселенцы дали украинские названия многим поселениям, такие как Новая Волынь или Тарасовка, но под давлением парагвайского правительства вынуждены были впоследствии изменить их на испанские.
Со временем, много украинцев Парагвая, особенно представители интеллигенции переселились в Аргентину, Канаду или США. Те кто остался в Парагвае все еще относятся к приходам Украинской православной церкви, но в основном уже ассимилировались в парагвайское общество. Многие из украинских фермеров Парагвая достигли определенных успехов, обладают большими фермами с большим количеством земли.
|  |  |  |

## Общество
В городе Энкарнасьон — центре украинской общественной жизни в Парагвае находится Украинский общественный центр, православные и католические церкви. В конце 1930-х годов Просвита организовывала читальные залы, библиотеки украинской литературы и общественные центры. Украинские организации действовали здесь вплоть до 1955 г. В городе также был воздвигнут памятник Тарасу Шевченко, на церемонии открытия которого также присутствовал тогдашний парагвайский диктатор Альфредо Стресснер и другие чиновники. В целом, в связи с эмиграцией значительной части украинской интеллигенции в Аргентину и Северную Америку культурная жизнь украинского общества, за исключением церковной сферы, ухудшилось.